# SIC Racing Team
SIC Racing Team är ett malaysiskt roadracingteam som tävlar i världsmästerskapen i Grand Prix Roadracing. I MotoGP från 2019 under namnet Petronas Yamaha SRT. Teamet grundades 2014 och drivs från 2015 av Sepang International Circuit.

## Historia
Teamet började tävla på VM-nivå Roadracing-VM 2014 i Moto2-klassen med Josh Herrin och Johann Zarco som förare på en Caterham Suter. Teamet ägdes av Caterham Group och hette då AirAsia Caterham Moto Racing med Air Asia som huvudsponsor och Johan Stigefeldt som team-chef. Till Roadracing-VM 2015 tog Sepang International Circuit över stallet från Caterham. Man lämnade också Moto2 och gick ner till Moto3 med förarna Zulfahmi Khairuddin och Jakub Kornfeil på motorcyklar från KTM.

### Med Petronas till MotoGP från 2019
I juli 2018 meddelades att SIC Racing skulle kliva upp i den största Grand prix-klassen MotoGP. Man tog in det malajiska oljebolaget Petronas som partner och huvudsponsor och tecknade avtal med Yamaha om tillgång till motorcyklar 2019-2021. Namnet ändrades till Petronas Yamaha SRT. Förare till Roadracing-VM 2019 blev Franco Morbidelli och nykomlingen Fabio Quartararo.

## Säsonger i sammanfattning
| Säsong | Klass  | Team-namn                               | Konstruktör    | Motorcykel          | Förare              | Starter | VM- plac. | 1/2/3- platser | Anm. |
| ------ | ------ | --------------------------------------- | -------------- | ------------------- | ------------------- | ------- | --------- | -------------- | ---- |
| 2014   | Moto2  | Air Asia Caterham Moto                  | Caterham Suter |                     | Johann Zarco        | 18      | 6         | - / - / 4      |      |
| 2014   | Moto2  | Air Asia Caterham Moto                  | Caterham Suter | Josh Herrin         | 10                  | -       | - / - / - |                |      |
| 2014   | Moto2  | Air Asia Caterham Moto                  | Caterham Suter | Ratthapark Wilairot | 7                   | -       | - / - / - |                |      |
| 2015   | Moto3  | Drive M7 SIC                            | KTM            | KTM RC250GP         | Jakub Kornfeil      | 8       | 12        | - / - / 1      |      |
| 2015   | Moto3  | Drive M7 SIC                            | KTM            | KTM RC250GP         | Zulfahmi Khairuddin | 18      | 23        | - / - / -      |      |
| 2016   | Moto3  | Drive M7 SIC Racing Team                | KTM            | KTM RC250GP         | Jakub Kornfeil      | 18      | 8         | - / 1 / -      |      |
| 2016   | Moto3  | Drive M7 SIC Racing Team                | KTM            | KTM RC250GP         | Adam Norrodin       | 18      | 28        | - / - / -      |      |
| 2017   | Moto3  | SIC Racing Team Petronas Sprinta Racing | Honda          | Honda NSF250RW      | Ayumu Sasaki        | 18      | 20        | - / - / -      |      |
| 2017   | Moto3  | SIC Racing Team Petronas Sprinta Racing | Honda          | Honda NSF250RW      | Adam Norrodin       | 17      | 17        | - / - / -      |      |
| 2018   | Moto2  | SIC Racing Team Petronas Sprinta Racing | Kalex          | Kalex Moto2         | Zulfahmi Khairuddin | 4       | -         | - / - / -      |      |
| 2018   | Moto2  | SIC Racing Team Petronas Sprinta Racing | Kalex          | Kalex Moto2         | Niki Tuuli          | 10      | 32        | - / - / -      |      |
| 2018   | Moto3  | Petronas Sprinta Racing                 | Honda          | Honda NSF250RW      | Ayumu Sasaki        | 17      | 20        | - / - / -      |      |
| 2018   | Moto3  | Petronas Sprinta Racing                 | Honda          | Honda NSF250RW      | Adam Norrodin       | 18      | 21        | - / - / -      |      |
| 2019   | MotoGP | Petronas Yamaha SRT                     | Yamaha         | Yamaha YZR-M1       | Franco Morbidelli   |         |           |                |      |
| 2019   | MotoGP | Petronas Yamaha SRT                     | Yamaha         | Yamaha YZR-M1       | Fabio Quartararo    |         |           |                |      |
| 2019   | Moto2  | Petronas Sprinta Racing                 | Kalex          | Kalex Moto2         | Khairul Idham Pawi  | 3       |           | - / - / -      |      |
| 2019   | Moto2  | Petronas Sprinta Racing                 | Kalex          | Kalex Moto2         | Mattia Pasini       | 2       |           | - / - / -      |      |
| 2019   | Moto2  | Petronas Sprinta Racing                 | Kalex          | Kalex Moto2         | Jonas Folger        | 5       |           | - / - / -      |      |
| 2019   | Moto2  | Petronas Sprinta Racing                 | Kalex          | Kalex Moto2         | Bradley Smith       | 1       |           | - / - / -      |      |
| 2019   | Moto2  | Petronas Sprinta Racing                 | Kalex          | Kalex Moto2         | Adam Norrodin       |         |           | - / - / -      |      |
| 2019   | Moto3  | Petronas Sprinta Racing                 | Honda          | Honda NSF250RW      | Ayumu Sasaki        |         |           |                |      |
| 2019   | Moto3  | Petronas Sprinta Racing                 | Honda          | Honda NSF250RW      | John McPhee         |         |           |                |      |